# I Mundial de Futevôlei 4 por 4
O I Mundial de Futevôlei 4 por 4, ou Mundial de Futevôlei 4 por 4 de 2011, foi a primeira edição do Mundial de Futevôlei 4 por 4.
O campeonato foi disputado em 2011, nas areias da praia de Ipanema, no Rio de Janeiro.
Esta edição foi vencida pelo quarteto Paraguaio.

## Resultados
Semifinais
- Paraguai 25 x 21 Itália
- Brasil B 25 x 16 Brasil A

Disputa de Terceiro Lugar
- Brasil A 25 x 14 Itália

Final
- Paraguai 2 x 0 Brasil B (25 x 20 e 25 x 20)